# Каньйон Геби
Каньйон Геби (лат. Hebes Chasma) — каньйон на Марсі. Це ізольована прірва на північ від системи каньйонів долини Марінера. Названий на честь давньогрецької богині Геби.

## Географія
Hebes Chasma — це повністю замкнута западина на поверхні Марса, без відтоків до сусідньої Echus Chasma на заході, кратера Перротін на південному заході або долини Марінера на півдні. Його максимальна протяжність становить приблизно 320 км зі сходу на захід, 130 км з півночі на південь і 5-6 км в глибину. У центрі западини знаходиться Hebes Mensa — велика гора , що піднімається приблизно на 5 км від дна долини, майже такої ж висоти, як навколишня місцевість. Це центральне плато робить Hebes Chasma унікальною долиною в географії Марса.